# James Nolan
James Nolan (* 27. Januar 1977 in Tullamore) ist ein ehemaliger irischer Leichtathlet, der sich auf den Mittelstreckenlauf spezialisiert hat. 2000 gewann er bei den Halleneuropameisterschaften in Gent die Silbermedaille über 1500 Meter.

## Sportliche Laufbahn
Erste internationale Erfahrungen sammelte James Nolan bei den Europäischen Olympischen Jugendtagen 1993 in Valkenswaard, bei denen er in 1:53,45 min die Silbermedaille im 800-Meter-Lauf gewann. 1995 belegte er bei den Junioreneuropameisterschaften in Nyíregyháza in 1:48,43 min den vierten Platz und im Jahr darauf schied er bei den Halleneuropameisterschaften in Stockholm mit 1:51,68 min im Vorlauf aus. Im August belegte er bei den Juniorenweltmeisterschaften in Sydney in 1:51,88 min den achten Platz und 1997 schied er bei den Hallenweltmeisterschaften in Paris mit 1:48,75 min im Halbfinale aus. Im Juli klassierte er sich bei den erstmals ausgetragenen U23-Europameisterschaften in Turku mit 1:47,98 min auf dem fünften Platz und im Jahr darauf wurde er bei den Halleneuropameisterschaften in Valencia in 1:47,81 min Vierter. Im August schied er bei den Freiluft-Europameisterschaften in Budapest mit 1:48,50 min im Semifinale aus und 1999 belegte er bei den Hallenweltmeisterschaften in Maebashi in 1:47,77 min den fünften Platz. Im August gewann er bei den U23-Europameisterschaften in Göteborg in 1:46,94 min die Silbermedaille hinter dem Deutschen Nils Schumann, ehe er bei den Weltmeisterschaften in Sevilla mit 1:47,07 min im Halbfinale ausschied. Im Jahr darauf gewann er bei den Halleneuropameisterschaften in Gent in 3:41,59 min die Silbermedaille im 1500-Meter-Lauf hinter dem Spanier José Antonio Redolat und im September kam er bei den Olympischen Sommerspielen in Sydney mit 3:40,50 min nicht über die Vorrunde hinaus. 
2001 schied er bei den Weltmeisterschaften im kanadischen Edmonton mit 3:42,84 min in der ersten Runde über 1500 Meter aus und kam kurz darauf bei der Sommer-Universiade in Peking im Finale nicht ins Ziel. Im Jahr darauf belegte er bei den Halleneuropameisterschaften in Wien in 3:50,84 min den sechsten Platz und im Sommer kam er bei den Freiluft-Europameisterschaften in München mit 3:48,48 min nicht über den Vorlauf hinaus. 2003 belegte er bei den Hallenweltmeisterschaften in Birmingham in 3:44,67 min den sechsten Platz und im Jahr darauf verpasste er bei den Hallenweltmeisterschaften in Budapest mit 3:47,27 min den Finaleinzug. Im August nahm er erneut den Olympischen Sommerspielen in Athen teil und schied dort mit 3:42,61 min im Semifinale aus. 2005 schied er bei den Halleneuropameisterschaften in Madrid mit 3:46,50 min im Vorlauf aus und im Sommer schied er bei den Weltmeisterschaften in Helsinki mit 3:42,53 min in der ersten Runde aus. Im Jahr darauf belegte er bei den Hallenweltmeisterschaften in Moskau in 3:43,98 min den sechsten Platz und im August verpasste er bei den Europameisterschaften in Göteborg mit 3:49,94 min den Finaleinzug. 2007 klassierte er sich bei den Halleneuropameisterschaften in Birmingham mit 3:46,34 min auf dem siebten Platz und im Jahr darauf schied er bei den Hallenweltmeisterschaften in Valencia mit 3:42,12 min im Vorlauf aus. Im selben Jahr beendete er dann seine aktive sportliche Karriere im Alter von 30 Jahren.
In den Jahren 1998, 2000 und 2004 wurde Nolan irischer Meister im 800-Meter-Lauf sowie 2001 über 1500 Meter. Zudem wurde er 1996 und von 1998 bis 2000 Hallenmeister über 800 Meter sowie 2006 über 1500 Meter.

## Persönliche Bestzeiten
- 800 Meter: 1:46,05 min, 10. Juni 1999 in Helsinki
  - 800 Meter (Halle): 1:47,26 min, 25. Februar 1999 in Stockholm
- 1500 Meter: 3:35,69 min, 2. August 2003 in Heusden-Zolder
  - 1500 Meter (Halle): 3:37,90 min, 17. Februar 2000 in Stockholm
- Meile: 3:54,62 min, 7. September 2003 in Rieti
  - Meile (Halle): 3:56,50 min, 15. Februar 2001 in Stockholm
  - 3000 Meter (Halle): 7:52,84 min, 26. Februar 2006 in Gent